# 埃里克·阿兰·克莱默
埃里克·阿兰·克莱默（英語：Eric Allan Kramer，1962年3月26日—），美國演員。以飾演我愛夏莉中的鮑伯·鄧肯（Bob Duncan）和浩克歸來中的雷神索爾一角而廣為人知。

## 生平
1962年，克莱默出生于美国密歇根州大急流城，他在加拿大的阿尔伯塔大学获得了艺术学位，后来出演电影和电视剧，擅长武打场面。